# جولي نيلسون (مذيعة أخبار)
جولي نيلسون (بالإنجليزية: Julie Nelson) هي مذيعة أخبار أمريكية، ولدت في 12 نوفمبر 1971.